# 棱堡-01多管火箭炮
棱堡-01（羅馬化：Bastion-01，直译：「堡垒-01、棱堡-01」）多管火箭炮产自乌克兰，由KrAZ-260和KrAZ-6322RA底盘及BM-21“冰雹”火箭炮的发射器组成，于2008年被乌克兰军方接受。

## 介绍

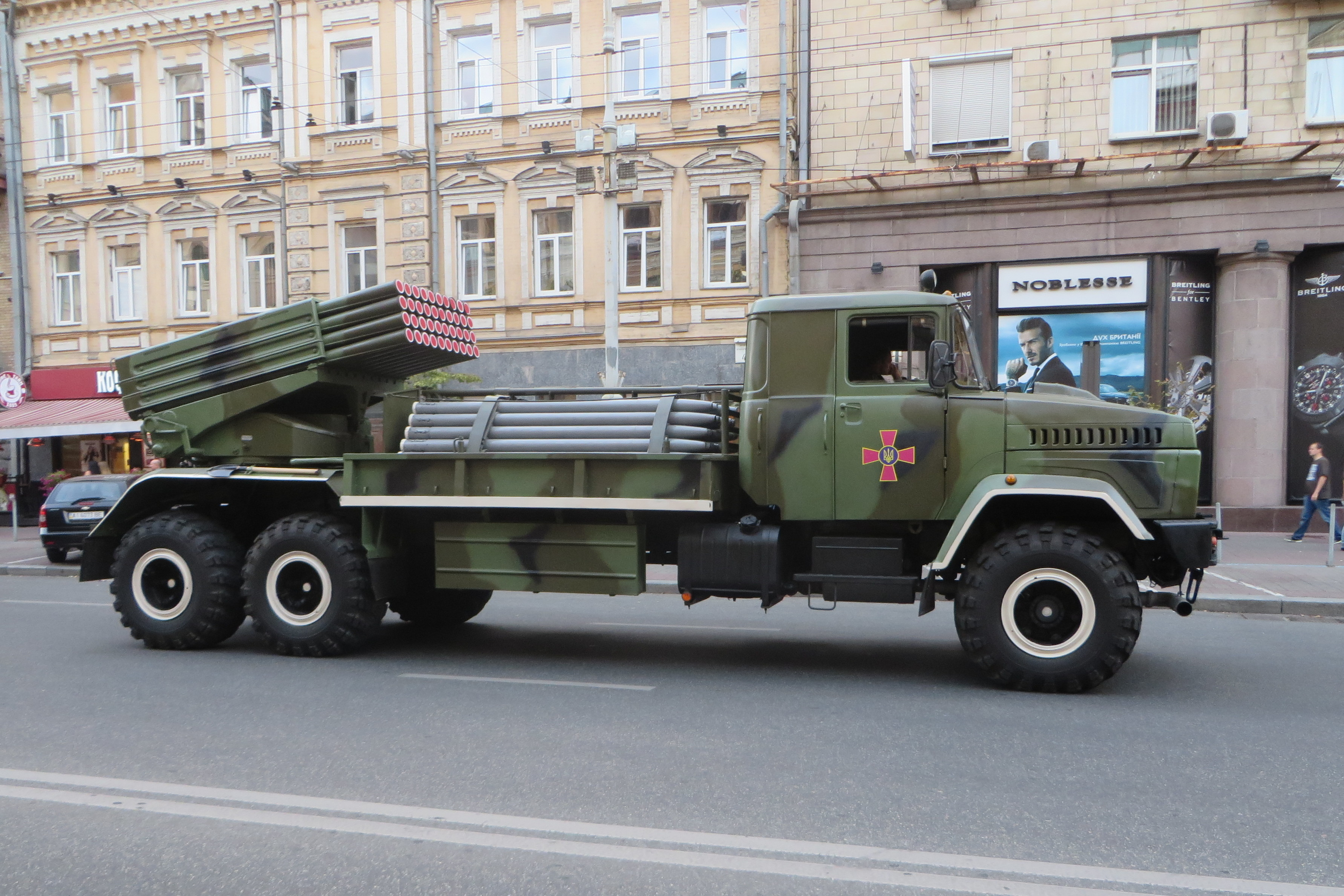
2014年8月22日，乌克兰基辅，独立日阅兵式中的棱堡-02

棱堡-01(02)多管火箭炮由KrAZ-6322RA底盘和BM-21“城市”火箭炮的发射器组成。可消灭敌人的有生力量，摧毁敌军事装备、火炮和迫击炮，摧毁敌人的防御工事、据点和堡垒。棱堡系列火箭炮的射程可达40公里。
在各种的极端自然气候和道路条件下、温度范围为-50至+60°С或海拔高达5000米的情况下，棱堡系列火箭炮均能可靠运作。其最大涉水深度达1.5米，最大能克服达0.6米厚积雪的路况。棱堡火箭炮配备集中轮胎充气系统，可确保低粘度土壤路况下的车辆高通过性。根据客户要求，棱堡火箭炮可制成左舵或右舵车，并配备装甲防护。

## 衍生型
- 棱堡-02：棱堡-01的长轴版，增大空间以放置附加弹药。此外，该型号的一个特点是配备了两套便携式防空导弹。

## 战斗记录

### 俄乌战争
2022年4月，一段乌克兰棱堡-02多管火箭炮攻击俄军的视频被分享至社交网络。

## 使用方
- 乌克兰：2014年7月底，乌克兰武装部队的导弹部队和炮兵部队接收了一批棱堡-01多管火箭炮。[4]2014年8月24日，第55炮兵旅的3辆棱堡-01和3辆棱堡-02编队在基辅举行的阅兵式上亮相。[5]
- 刚果民主共和国：2023年，棱堡-01现身于民主刚果政府军在该国东部与部与武装分子的战斗中。[6]
- [7]
- 塞内加尔：6辆棱堡-01亮相于2017年4月塞内加尔在达喀尔举行的阅兵式。[8]

## 引文
1. ↑  YouTube上的На все у нас 12 хвилин: як б'ють "Градами" по ворогу бійці 3 ОШБр（乌克兰語）
2. ↑  . 防务快报. 2022-04-25  [2022-04-28]. （原始内容存档于2022-04-28） （乌克兰语）.
3. ↑  . www.facebook.com.   [2024-10-28] （乌克兰语）.
4. ↑  . 2014-08-14  [2024-10-28]. （原始内容存档于2025-04-26）.
5. ↑  Частина учасників параду та продемонстрованої техніки після урочистостей буде направлена в зону АТО （页面存档备份，存于） / 乌克兰国防部官方网站，2014年8月24日
6. ↑  . 军事.   [2023-10-01]. （原始内容存档于2023-10-01） （乌克兰语）.
7. ↑  .   [2015-09-24]. （原始内容存档于2015-09-25）.
8. ↑  . 军事. 2017-04-05  [2017-04-06]. （原始内容存档于2017-04-06） （乌克兰语）.